# Yungasmanakin
De Yungasmanakin (Chiroxiphia boliviana) is een zangvogel uit de familie manakins (Pipridae).

## Verspreiding
Deze soort komt voor van zuidelijk Peru tot zuidelijk Bolivia.

## Status
De grootte van de populatie is niet gekwantificeerd maar de soort wordt omschreven als algemeen. Op de Rode lijst van de IUCN heeft deze soort de status niet bedreigd.